# Lepanthopsis floripecten
Lepanthopsis floripecten es una especie de orquídea epífitas.  Es originaria del centro sur de América tropical.

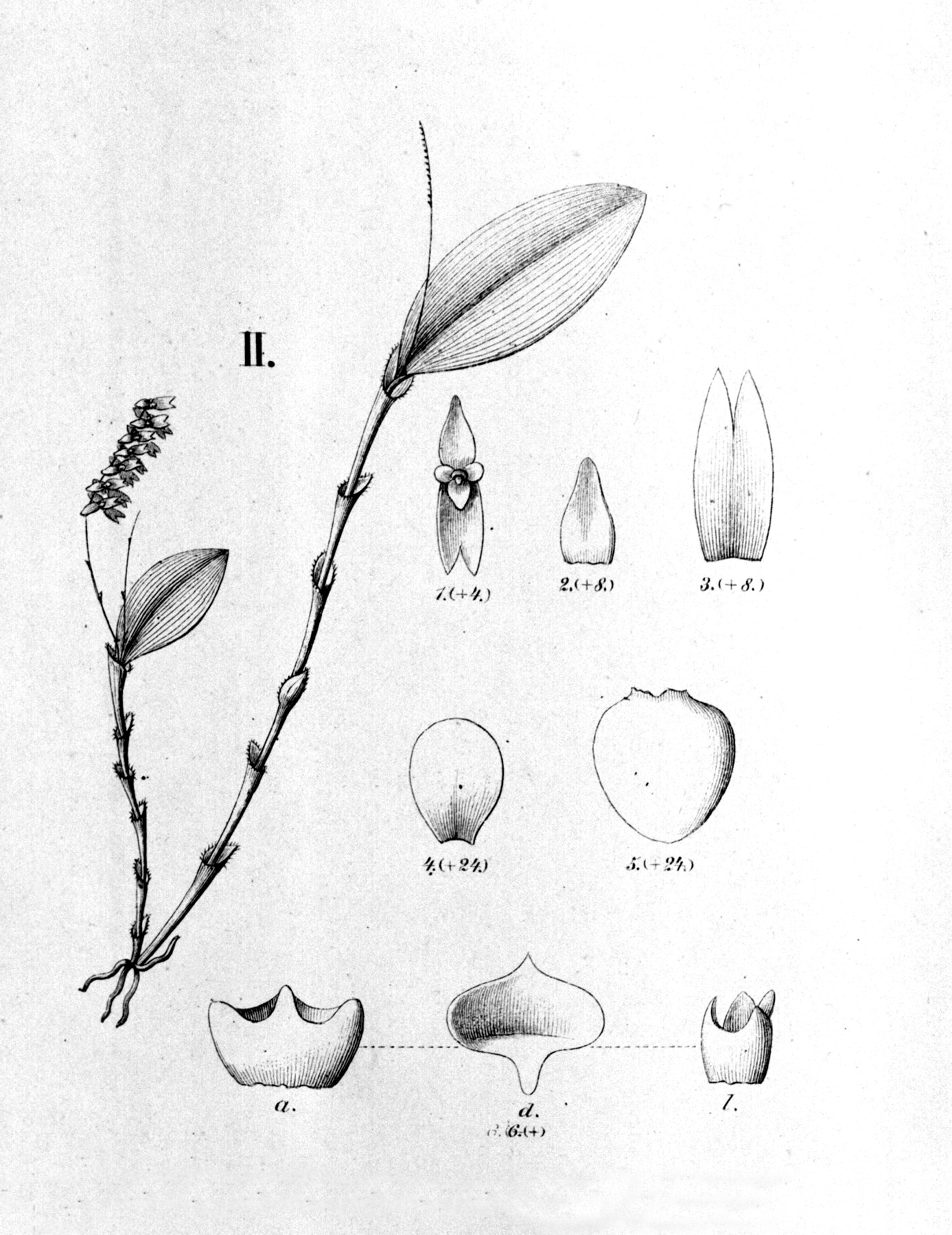
Ilusgtración

## Descripción
Es una orquídea de tamaño diminuto que prefiere el clima cálido. Es de hábitos epífitas con tallos erectos, cilíndricos, cubiertos por vainas ciliadas y tiene una sola hoja, elíptico-lanceolada, subcoriácea, apiculada, que se estrecha gradualmente abajo en la base. Florece en un inflorescencia terminal de 4,8 a 7 cm de largo, con varias flores, la inflorescencia surge  en forma de racimos que surge en la primavera.

## Distribución y hábitat
Se encuentra en México, El Salvador, Honduras, Nicaragua, Costa Rica, Panamá, Colombia, Ecuador, Perú, Venezuela, Guyana y Brasil en los bosques húmedos premontanos en las ramas cubiertas de musgo en las alturas de 300 a 2400   m s. n. m.

## Taxonomía
Lepanthopsis floripecten fue descrita por (Rchb.f.) Ames y publicado en Botanical Museum Leaflets  1(9): 11–12, 16, 19, t. 1933.
Etimología
Lepanthopsis: nombre genérico que se refiere a la similitud que tiene con el género Lepanthes. 
Sinonimia
- Humboldtia floripecten (Rchb.f.) Kuntze 1891
- Humboltia floripecten (Rchb. f.) Kuntze 1891
- Lepanthes secunda Barb.Rodr. 1882
- Lepanthopsis secunda (Barb. Rodr.) Hoehne 1936
- Lepanthopsis unilateralis (Cogn.) Porto & Brade 1935
- Pleurothallis floripecten Rchb. f. 1854
- Pleurothallis unilateralis Cogn. 1896[2][4][5]